# Mr. A-Z
Mr. A-Z ist das zweite Studioalbum des US-amerikanischen Singer-Songwriters Jason Mraz.

## Hintergrund
Jason Mraz’ zweites Studioalbum wurde am 27. Juli 2005 veröffentlicht. Das Album weist im Gegensatz zu Mraz’ früheren Werken einen eindeutig poppigeren Sound auf. Dieser wurde von Fans kritisch aufgenommen und das Album konnte sich nur drei Wochen in den US-amerikanischen Top 50 halten. Mit Steve Lillywhite wurde ein erfolgreicher Produzent an Bord geholt, der zuvor bereit mit Musikgrößen wie Coldplay, der Dave Matthews Band und den Rolling Stones arbeitete.
Auf dem Album sind neben den für Mraz üblichen Instrumenten (wie der Gitarre) auch eher untypische wie Klavier und Geigen zu hören.
Weiterhin beinhaltet der Song Mr. Curiosity eine Strophe die von Mraz im Operngesangsstil dargeboten wird. Dem deutschen Publikum wurde das Lied vor allem in der Version von Lena Meyer-Landrut bekannt, als sie ihn beim Halbfinale von Unser Star für Oslo vortrug. Im März 2010 stieg die Version von Jason Mraz auf Platz 78 der deutschen Single-Charts ein.
Die Entstehung von Bella Luna beschreibt Mraz’ ehemaliger Mitbewohner Billy "Bushwalla" Galewood wie folgt: „In dem Song geht es um den Mond. Wir waren in Malibu und schrieben für Mr. A-Z. Ich schlief, als Jason mich aufweckte und sagte:"Gib mir ein paar Wörter, Bitch!". Der Mond war groß und wunderschön in dieser Nacht und der Rest ist Geschichte.“
Am 14. März 2006 wurde Wordplay als erste Single des Albums veröffentlicht.

## Format
In den USA und Europa wurde das Album neben der herkömmlichen CD auch als Special Edition als Dual-Disc verkauft die neben dem Album zusätzliches Material beinhaltet.

## Titelliste
1. „Life Is Wonderful“ (Mraz) – 4:20
2. „Wordplay“ (Kevin Kadish, Mraz) – 3:06
3. „Geek in the Pink“ (Kadish, Mraz, Ian Sheridan, Scott Storch) – 3:55
4. „Did You Get My Message?“ (Mraz, Dan Wilson) – 4:00
5. „Mr. Curiosity“ (Dennis Morris, Mraz, Lester Mendez) – 3:54
6. „Clockwatching“ (Ainslie Henderson, Morris, Mraz) – 4:23
7. „Bella Luna“ (Billy Galewood, Mraz) – 5:02
8. „Plane“ (Morris, Mraz) – 5:13
9. „O. Lover“ (Morris, Mraz) – 3:54
10. „Please Don’t Tell Her“ (Eric Hinojosa, Mraz) – 4:37
11. „The Forecast“ (Hinojosa, Mraz) – 3:44
12. „Song for a Friend“ (Hinojosa, Morris, Mraz, Wilson) – 8:09